# Живот је масовна појава
Живот је масовна појава је југословенски и српски филм из 1970. који је режирао Мирза Идризовић

## Кратак садржај
Главни ликови у филму су два пријатеља, Адио и Остоја, који маштају о бољем животу и бегу од монотоног живота у иностранство. Али пошто је у животу све обратно, свет осваја њих.
Адио одлази и лута из места у место, а Остоја, поред сталне жеље да отпутује, опстаје.
Њих двојица су заправо психолошки један човек: један велики лажов који свесно остаје да живи у заблуди, јер му се чини да је реалан живот без те заблуде много мање привлачан. Као и живот, који је масовна појава, филм је пун веселих и тужних ситуација искричавих обрта, необузданих лудовања протканих поезијом.

## Улоге
| Глумац           | Улога   |
| ---------------- | ------- |
| Борис Дворник    | Адио    |
| Драгомир Чумић   | Остоја  |
| Павле Вуисић     | Маестро |
| Дара Чаленић     |         |
| Душица Жегарац   |         |
| Миља Вујановић   |         |
| Весна Малохоџић  |         |
| Урош Крављача    |         |
| Дарко Дамевски   |         |
| Хранислав Рашић  |         |
| Милош Кандић     |         |
| Азра Ченгић      |         |
| Етела Пардо      |         |
| Мухамед Иманић   |         |
| Драган Ивошевић  |         |
| Миодраг Брезо    |         |
| Радослав Дорић   |         |
| Невенка Ђурица   |         |
| Никола Крстић    |         |
| Душко Трифуновић |         |
| Мирза Идризовић  |         |
| Милорад Ћоровић  |         |